# Hochschild Mining
Hochschild Mining plc (LSE: HOC) es una empresa británica basada en la operación de negocios mineros de oro y plata en América. Tiene sede en Londres y forma parte del FTSE 250 Index. El principal accionista es el empresario peruano Eduardo Hochschild Beeck.

## Historia
La compañía fue fundada en 1911 por Mauricio Hochschild. Fue incluida en la Bolsa de Londres en el 2006, siendo la primera empresa latinoamericana en emitir acciones en dicha institución. Inició sus operaciones en la mina San José en Argentina, en junio del 2010, en la mina Moris en México, en agosto del 2007 y en la mina Pallancata, en el sur del Perú, en septiembre del 2007. En el 2008 adquirió una participación del 40% en la mina Lake Shore en Canadá. Entre los que conforman el directorio están Eduardo Hochschild, Roberto Dañino y Dionisio Romero.
Actualmente, los principales accionistas de Hochschild son Eduardo Hochschild (38.3% a través de Pelham Investment Corporation), Majedie Asset Management Limited (4.9%) y Van Eck Associates Corporation (4.8%). Además, el Hochschild Mining Employee Share Trust es un fideicomiso que reúne las acciones de los empleados de la compañía y cuenta con derecho a voto.

## Operaciones
La compañía tiene minas en los siguientes países:

### Perú
En Perú tiene las minas de Sipan, Ares (antes llamado Arcata) , Selene, Pallancata e Inmaculada.

#### Mina Inmaculada
Esta mina subterránea de 20 000 ha de extensión fue puesta en servicio en el 2015 y consta de 40 concesiones mineras y se encuentra en el departamento de Ayacucho. Además, la operación se encuentra a cargo de la Compañía Minera Ares, filial de Hochschild Mining.
Esta mina tiene una producción diaria de 3850 toneladas de mineral. Al 2022 entregó alrededor de 237 00 onzas equivalentes de oro.
Durante el mes de agosto de 2023, el SENACE aprobó la Segunda Modificatoria  del Estudio de Impacto Ambiental Detallado, la cual fue realizada con información secundaria y extendió la vida de la mina por unos 20 años.

### Argentina
- Mina San José.

### Chile
- Tiene las minas de Hochschild Chile

### China
-  Tiene presencia comoSouthwest Minerals

### México
- Tiene las Mina Moris, El Águila.
La compañía actualmente concentra gran parte de sus inversiones en las minas Ares y San José.